# KEN.
KEN. （ケンドット、1989年4月17日 - ）は、日本のシンガーソングライター、プロデューサー、クリエイター。『三つの軸』を持ち活動を広げ、フリーで活動しているソロのアーティスト。
都内を中心に音楽活動を行っている。主にメンズのダンスボーカルグループのプロデュースを得意としている。過去には『ガラガラ蛇』『BUZZ-ER.』『WIN=W1N』等のグループを創設しプロデュース。現在は『F1RST SENSE』『SE7ENTH SENSE』のプロデュースを手がける。神奈川県川崎市出身。
| スタブアイコン | サブスタブ | この項目は、まだ閲覧者の調べものの参照としては役立たない、音楽関係者（バンド等）に関連した書きかけの項目です。この項目を加筆・訂正などしてくださる協力者を求めています（P:音楽/PJ:芸能人）。 |